# Platypeza burmensis
Platypeza burmensis är en tvåvingeart som beskrevs av Chandler 1994. Platypeza burmensis ingår i släktet Platypeza och familjen svampflugor.
Artens utbredningsområde är Myanmar. Inga underarter finns listade i Catalogue of Life.